# Banco J. Safra Sarasin
O Banco J. Safra Sarasin Ltd. (anteriormente chamado de "Bank Sarasin & Co. Ltd." até 2013) é um banco privado suíço, fundado em 1841 e com sede em Basileia. Atualmente, o Bank J. Safra Sarasin Ltd é de propriedade do grupo brasileiro Grupo J. Safra. Ele assumiu sua forma atual em 2013, quando o J. Safra Group adquiriu o Bank Sarasin & Co. Ltd, fundindo-o com sua subsidiária Banco Jacob Safra Suíça.

## Negócios
J. Safra Sarasin presta serviços de consultoria de investimentos e gestão de ativos para clientes privados e institucionais, bem como fundos de investimento. Além disso, ela oferece serviços adicionais em investimentos, finanças corporativas e análise financeira.
Além de sua sede na Basileia, o Grupo J. Safra Sarasin possui escritórios em Berna, Genebra, Lugano, Lucerna, Zurique, Doha, Dubai, Dublin, Frankfurt, Gibraltar, Guernsey, Hamburgo, Hanôver, Hong Kong, Londres, Luxemburgo, Madri, Milão, Mônaco, Munique, Nassau, Panamá, Paris, Posnânia, Cingapura, Stuttgart e Varsóvia.
A empresa foi listada anteriormente na SIX Swiss Exchange, a principal bolsa de valores da Suíça, de 1987 a 2013.

## História
Fundada em 20 de fevereiro de 1841 como Riggenbach & Cie por Johannes Riggenbach-Huber, filho de um trabalhador de uma fábrica de fitas de Basel que havia se tornado sócio do Bank Ehinger & Cie. A empresa originalmente se dedicava ao comércio, transporte marítimo e serviços bancários. Após dois anos, seu filho Frederick Riggenbach juntou-se ao negócio, e após a morte de Johannes Riggenbach em 1860, ele assumiu a direção da empresa. Em 1876, o banco havia prosperado e ingressado no comércio na Bolsa de Valores da Basileia.
Em 1º de janeiro de 1900, Alfred Sarasin-Iselin comprou a empresa de Fritz Riggenbach e fundou a sociedade em nome coletivo A. Sarasin & Cie com Arthur Streichenberg-Mylius, dando ao estabelecimento o nome de Sarasin. Sob essa liderança, o Bank Sarasin se desenvolveu como um dos bancos privados mais prestigiados e de longa data no mercado financeiro suíço.
De 1954 a 2005, Emanuel Sarasin, neto de Alfred Sarasin-Iselin, comanda o banco. Ele também presidiu a Swiss Bankers Association de 1965 a 1986. Em 1987, a empresa tornou-se uma sociedade anônima por ações, sob o nome Bank Sarasin & Cie. Em 2002, o banco se converteu em uma sociedade anônima de capital aberto, com o grupo holandês Rabobank adquirindo uma participação e opções para adquirir mais ações. O Rabo exerceu essas opções no final de 2006, detendo então 46,1% do capital e 68,6% dos votos. O Rabobank Suíça foi adquirido pelo Safra em 25 de novembro de 2011.
Até o final de junho de 2012, a Safra Holding já possuía 50,15% do capital social e 71,01% dos votos; em outubro de 2012, a Safra adquiriu mais ações por meio de uma oferta pública, chegando a ter 99,47% dos votos. Em seguida, em abril de 2013, a Safra cancelou as ações remanescentes detidas pelo público, retirando o banco da listagem na SIX Swiss Exchange. Como parte da fusão entre o Bank Sarasin e o Bank Jacob Safra Suíça, que resultou no Bank J. Safra Sarasin AG, o banco anunciou em 27 de maio de 2013 que Edmond Michaan, ex-diretor administrativo do Bank Jacob Safra, substituiria Joachim H. Straehle como CEO da Sarasin.